# Die Kinderkarawane
Die Kinderkarawane (niederländischer Originaltitel: De Kinderkaravan) ist ein Jugendbuch der niederländischen Autorin An Rutgers. Es stammt aus dem Jahr 1949 und wurde 1953 erstmals ins Deutsche übersetzt. Heute wird es vom Deutschen Taschenbuch Verlag in einer Übersetzung von Irma Silzer veröffentlicht. Das Buch ist inspiriert von der Geschichte der Sager-Waisen.
Mit diesem Buch gelang An Rutgers der Durchbruch als Autorin. Es gilt als internationaler Jugendbuchklassiker und wurde in verschiedene Sprachen übersetzt. Insbesondere in den USA hatte die Übersetzung Children of the Oregon Trail großen Erfolg. In Deutschland erscheint das Buch dtv mittlerweile in der 42. Auflage.

## Hintergrund
Rutgers wurde von ihrem Verleger beauftragt, ein Buch über die amerikanische Pionierzeit zu schreiben. Ein Zeitungsartikel über die Familie Sager, die aus den Niederlanden stammte, diente ihr dabei als Grundlage. In der Einleitung zum Buch berichtet sie, wie ein Freund ihr diesen kurzen Artikel schickte und sie aus Ergriffenheit weiter recherchierte und dabei auch einen Brief des Verwalters von Ford Boise und ein Bericht des Missionars Marcus Whitman über die Kinder fand. Daneben nutzte sie Geschichtsbücher und Tagebücher von Auswanderern zur Einarbeitung ins Thema.
Rutger erzeugt durch die Verbindung von Fiktion und authentischem Bericht durch die Integration historischer Zeugnisse sowie die ausführliche Beschreibung von Lebensweisen und Landschaften den Eindruck eines semidokumentarischen Buches.
Rutgers sagte, sie wolle mit dem Buch den nordamerikanischen Entdeckern und Pionieren ein Denkmal setzen. Dies unterstreicht sie durch Vergleiche des gegenwärtigen Amerika mit der Pionierzeit.

## Inhalt
In den 1830er Jahren zogen Heinrich und Naomi Sager mit ihren Kindern vom Osten Amerikas nach Missouri und ließen sich in der Nähe von St. Louis nieder. Das älteste Kind, John, war damals 8 Jahre alt. Im Jahr 1844 zog die mittlerweile achtköpfige Familie von Missouri aus weiter, um nach Oregon zu gelangen. Naomi war zu diesem Zeitpunkt mit dem siebten Kind schwanger. Während eines Indianerangriffs wird das Baby geboren. Es erhält den Namen Indepentia und soll in Oregon getauft werden. Kurz danach erkranken beide Eltern und sterben. Von nun an trägt der 13-jährige John die Verantwortung für die Familie, wie sein Vater es ihm vor dem Tod aufgetragen hat. Luise übernimmt die Mutterrolle. Die anderen Reisenden möchten die Kinder auf andere Familien aufteilen, doch John verhindert die Trennung, lediglich Indepentia soll bei Frau Ford bleiben.
Aufgrund der rauen Bedingungen durch die Natur und die Gefahr, die von den Indianerstämmen ausgeht, die ihr Land vor den Weißen verteidigen, beschließt der Treck schließlich, das Reiseziel zu ändern und Kalifornien anzusteuern. Um den Traum der Eltern zu erfüllen, trennen sich die Kinder nachts heimlich vom Rest des Trecks und reisen mit dem Ochsen Walter, der Kuh Anna und dem Wolfhund Oskar zu Fuß weiter nach Oregon. Dabei sehen sie sich verschiedenen Gefahren ausgesetzt. Mit Strenge und körperlicher Gewalt treibt John seine Geschwister an.
Im September erreichen sie Ford Boise. Dort bleiben sie fünf Tage, um sich zu erholen. Der von ihnen faszinierte Verwalter stattet sie mit Mokassins, Packpferden und drei Indianern zur Begleitung aus, als sie weiterziehen. Die Indianer verschwinden jedoch eines nachts mit den Tieren. Während sie die die Rocky Mountains überqueren, bricht der Winter an. Die zwölfjährige Luise bricht sich das Bein, als die Kuh ausrutscht und auf sie fällt. Schließlich erreichen sie das Columbiatal mit der Missionsstation von Marcus Whitman.
Er und seine Frau nehmen die Kinder bei sich auf und pflegen sie gesund. John fleht den Missionar an, der Vater für die Kinder zu werden. Er möchte nicht mehr die Verantwortung für seine Geschwister tragen, sondern wieder ihr Bruder sein. Er stimmt zu. Drei Wochen nach der Ankunft wird Indepentia getauft.

### Personen
Heinrich Sager, der Vater (im Niederländischen: Henry): Er wird als lockiger Mann mit starkem Hals, klugen Augen und einem verwegenen, rotbraunen Gesicht beschrieben. Er ist mutig, stark und hat einen festen Glauben an Vorsehung. Die Kinder vertrauen fest, dass er alles machen kann.
Naomi Sager, die Mutter: Sie ist ein hübscher und sanftmütiger Mensch mit großen, schwarzen Augen.
John Sager, 13 Jahre und 8 Monate: Er ist der älteste der sieben Geschwister. Seinem Vater, der das Objekt seiner blinden Verehrung ist, sieht er sehr ähnlich, hat jedoch helleres Haar. Er liebt die Schönheit und Sanftheit seiner Mutter. Nach dem Tod der Eltern übernimmt er die Vaterrolle und treibt seine Geschwister hart an, um nach Oregon zu gelangen. Es erleichtert ihn, als er die Verantwortung an Marcus Whitman abgeben kann.
Luise Sager, 12 Jahre alt (im Niederländischen: Louise): Sie ist die älteste Tochter und übernimmt nach dem Tod der Eltern die Mutterrolle. Sie hat eine vorsichtige und aufopferungsvolle Art und ist sehr ordentlich.
Francis Sager, 11 Jahre alt: Er sieht seiner Mutter sehr ähnlich. Er ist zäh und sehr mutig. Francis ist kleiner und schwächer als sein Bruder und hat dunkleres Haar. Seine Bewunderung für John verbirgt er.
Katharina „Käthe“ Sager, 9 Jahre (im Niederländischen: Cathie): Sie hat dunkelrotes, wirres Haar und ist eher faul und unbedarft, dafür voller Ideen, Ausreden und Flunkereien. Immer wieder beklagt sie sich über Bauchweh.
Mathilde Sager, 5 Jahre alt (im Niederländischen: Matilda): Sie ist ein ruhiges und tierliebes Kind.
Elisabeth „Lizzi“ Sager, 3 Jahre (im Niederländischen: Lizzy): Sie ist ein unerschrockenes Kleinkind. Manchmal weint sie dicke Tränen. Sie wird von ihren Geschwistern, insbesondere von Luise, verwöhnt.
Indepentia Sager, Säugling: Sie wird auf der Reise kurz vor dem Tod der Eltern geboren und soll in Oregon getauft werden.

## Abweichungen von der wahren Begebenheit
Die Namen der Kinder sowie ihr Alter weichen in An Rutgers Erzählung teilweise von den echten Sager-Waisen ab. Tatsächlich hießen die Kinder John, 14 Jahre; Francis „Frank“, 12 Jahre; Catherine, 9 Jahre, Elizabeth Maria, 7 Jahre; Matilda Jane, 5 Jahre; Hannah Louisa, 3 Jahre; Henrietta Naomi, Säugling.
Anders als im Buch beschrieben brach sich nicht Luise (Louisa) ein Bein. sondern Catherine. Dies geschah allerdings noch zu Lebzeiten der Eltern, als sie von einem fahrenden Wagen sprang und mit dem Kleid hängenblieb.
Henry und Naomi Sager starben nicht gleichzeitig, sondern mit einem Abstand von 26 Tagen.
Das Ehepaar Whitman hatte tatsächlich ein Kind verloren, jedoch eine Tochter, nicht wie im Buch beschrieben einen Sohn, und bereits mehrere andere Kinder aufgenommen.
Die echten Sager-Waisen reisten gemeinsam mit dem Treck nach Oregon, wo Captain Shaw sie in die Obhut von Marcus und Narcissa Whitman übergab. Die fehlerhafte Darstellung als alleinreisende Kinder ergab sich aus dem Artikel der Zürcher Zeitung vom 5. April 1942, den Rutgers erhielt. Dieser stützte sich auf das Buch On to Oregon!: the story of a pioneer boy (1926) von Honoré Morrow. Diese hatte Catherine Sager kennengelernt und sagte, ihr Buch basiere auf Gesprächen mit Sager. Nach deren Tod schmückte Morrow die Geschichte jedoch aus, sodass John Sager die Geschwister ohne Unterstützung durch Erwachsene nach Oregon führte. Bereits in den 1960er Jahren reagierte Celista Platz, die Enkelin eines der Sager-Waisen, im Namen ihrer Familie mit einem Protestbrief an Rutgers. Diese antwortete im Jahr 1965, sie habe erst nach dem Erfolg des Buches in einer Londoner Bibliothek herausgefunden, dass die Kinder nicht allein gereist sind. In den 1940er Jahren sei es nicht einfach für sie gewesen, die Details herauszufinden, obwohl sie sich sehr bemüht habe. Dennoch wurde das Werk bis zur 27. Auflage weiterhin als wahre Begebenheit bezeichnet.

## Rezeption
Die Kinderkarawane wurde weltweit über eine halbe Million Mal verkauft.
Das Buch erschien in den Niederlanden als Hörbuch und es gab Pläne einer Filmadaption. In Deutschland erschien das Buch als Hörspielreihe 1959 bei HR1.
Das Buch Die Kinderkarawane findet als Schullektüre Verwendung und wird von den Schülern überwiegend positiv aufgenommen.
Das für den Roman verwendete Quellenmaterial nutzte Rutgers zudem für ihr Buch Pioniere und ihre Enkel (Amerika, pioniers en hun kleinzoons), für das sie neben weiteren Preisen den Deutschen Jugendbuchpreis erhielt.

## Kritik
Die Nachkommen der Sager-Waisen protestierten wiederholt gegen die fehlerhafte Darstellung der Geschehnisse in Büchern, Filmen und Zeitungsartikeln, so auch das Buch Die Kinderkarawane. Es werde den Menschen nicht gerecht, die ihre Vorfahren bei der Reise nach Oregon unterstützt haben. Als Reaktion auf Recherchen des niederländischen Wissenschaftsjournalisten Imco Lanting entfernte der niederländische Verlag Ploegsma den Zusatz „waargebeurd“ („nach einer wahren Begebenheit“) in seiner 27. Auflage und versprach, auf seiner Website ausführlichere Informationen zur Verfügung zu stellen.
Die Pionierzeit wird von An Rutgers positiv dargestellt, die Rechtfertigung für die Ausdehnung und das Leben der Indianer kaum thematisiert. Didaktisches Material weist darauf hin, dies aufzunehmen und kritisch zu hinterfragen, wenn das Buch im Unterricht behandelt wird. Die einseitige Darstellung der Indianer wird auch in einigen Leserrezensionen kritisiert.
Positiv hervorgehoben werden die realistischen Naturbeschreibungen insbesondere vor dem Hintergrund, dass Rutgers selbst nie die Route reiste. Auch die Charakterzeichnung der Kinder, der Stil und die moralische Kraft der Geschichte, persönliche Verantwortung und die Bedeutung des Miteinanders, werden gelobt.

## Ausgaben

### Textausgaben
Niederländische Textausgaben
- An Rutgers van der Loeff: De kinderkaravaan. Ploegsma, Januar 1949, ISBN 90 216 1352 2 (Erstausgabe)
- An Rutgers van der Loeff: De kinderkaravaan. Ploegsma, Oktober 2009, ISBN 978-9-021-66706-5 (Kindle-Edition)
- An Rutgers van der Loeff: De kinderkaravaan. Ploegsma, Juli 2014, ISBN 978-9-021-67387-5 (Hardcover)

Deutsche Textausgaben
- An Rutgers van der Loeff: Die Kinderkarawane. Volker-Verlag, 1953 (deutsche Erstausgabe)
- An Rutgers van der Loeff: Die Kinderkarawane.  Oetinger, 1957, ISBN 978-3-789-11990-3
- An Rutgers van der Loeff: Die Kinderkarawane. Übersetzt von Irma Silzer, Gutenberg, 1960
- An Rutgers van der Loeff: Die Kinderkarawane. Übersetzt von Irma Silzer, dtv, Juni 1975, ISBN 978-3-423-07181-9

Fremdsprachige Textausgaben
- An Rutgers van der Loeff: Children On the Oregon Trail. Übersetzt von Roy Edwards, University of London Press, 1961 (englische Erstausgabe)
- An Rutgers van der Loeff: Children On the Oregon Trail. Übersetzt von Roy Edwards, Hodder Children's Books, Mai 2000 (englische Ausgabe)
- An Rutgers van der Loeff: La caravana de los niños. Übersetzt von Juan Godo Costa, Círculo de Lectores, Januar 1991, ISBN 978-8-422-63488-1 (spanische Ausgabe)
- An Rutgers van der Loeff: Караван за Орегон. Übersetzt von Predrag Urošević, Prosveta, Januar 1980 (serbische Ausgabe)
- An Rutgers van der Loeff: Niin vaelsivat sisarukset. Übersetzt von Aili Palmén, Otava, Januar 1978, ISBN 951-643-352-9 (finnische Ausgabe)
- An Rutgers van der Loeff: Perintis dan Tjutju Mereka. Übersetzt von J.P. Siboroetorop, Vorkink-Van Hoeve, Januar 1965 (indonesische Ausgabe)

Die Kinderkarawane wurde mittlerweile in mindestens 18 Sprachen übersetzt.

### Hörspiel
- 1958: An Rutgers: Die Kinderkarawane (4 Teile), deutsche Bearbeitung von Paul Johannes Schindler, Regie: Josefine Klee-Helmdach, HR, gesprochen: Herbert Ebelt, Josefine Klee-Helmdach u. a.